# Епархия Санта-Росы (Аргентина)
Епархия Санта-Росы (лат. Dioecesis Sanctae Rosae in Argentina) — епархия Римско-католической церкви с центром в городе Санта-Роса, провинция Ла-Пампа, Аргентина. Епархия Санта-Росы входит в митрополию Баия-Бланки. Кафедральным собором епархии Санты-Росы является церковь святой Розы Лимской.

## История
11 февраля 1957 года Римский папа Пий XII издал буллу «Quandoquidem adoranda», выделив её из епархий Баия-Бланки и Мерседес.

## Ординарии епархии
- епископ Jorge Mayer (13.03.1957 — 31.05.1972) — назначен архиепископом Баия-Бланки;
- епископ Адольфо Роке Эстебан Арана (23.02.1973 — 6.08.1984) — назначен епископом Рио-Куарто;
- епископ Atilano Vidal Núñez (24.05.1985 — † 28.06.1991);
- епископ Rinaldo Fidel Brédice (31.01.1992 — 24.06.2008);
- епископ Марио Аурелио Поли (24.06.2008 — 28.03.2013) — назначен архиепископом Буэнос-Айреса;
- епископ Raúl Martín (24.09.2013 — по настоящее время).

## Источник
- Annuario Pontificio, Libreria Editrice Vaticana, Città del Vaticano, 2003, ISBN 88-209-7422-3
- Булла Quandoquidem adoranda, AAS 49 (1957), стр. 653  (лат.)